# Contea di Lee (Arkansas)
La contea di Lee, in inglese Lee County, è una contea dello Stato dell'Arkansas, negli Stati Uniti. La popolazione al censimento del 2000 era di 12 580 abitanti. Il capoluogo di contea è Marianna.

## Storia
La contea di Lee fu costituita nel 1873.